# Piper longipedunculatum
Piper longipedunculatum är en pepparväxtart som beskrevs av C. Dc.. Piper longipedunculatum ingår i släktet Piper och familjen pepparväxter. Inga underarter finns listade i Catalogue of Life.